# Pseudicius adustus
Pseudicius adustus là một loài nhện trong họ Salticidae.
Loài này thuộc chi Pseudicius. Pseudicius adustus được Wanda Wesołowska miêu tả năm 2006.